# Modern animáció Amerikában
Amerikai animációs modern kor alatt a nyolcvanas évektől napjainkig tartó időszak animációs tendenciáit értjük. Ezt a kort gyakran az amerikai animáció reneszánszának is nevezik, mivel számos régi rajzfilmstúdió nyitotta meg újra kapuit a hetvenes években kezdődő hanyatlás után.

## Irányvonalak

### A Disney-reneszánsz
A nyolcvanas évek elején a Disney stúdió továbbra sem tudta kiheverni Walt Disney halálát és Don Bluthék távozását; Bluth stúdiója hamarosan új konkurenciát jelentett. A Disney veterán animátorai utánpótlás-nevelésbe kezdtek, így került a céghez egy sor fiatal és tehetséges művész, mint Glen Keane, Ron Clements, John Musker és Andreas Deja. Ez idő tájt készült Disney-filmek: Mentőcsapat, Pete’s Dragon (félig élőszereplős-félig animációs) és A róka és a kutya, illetve a The Small One (Don Bluth utolsó munkája a cégnél) és a Mickey’s Christmas Carol (az 1953 óta nem foglalkoztatott Mickey egér visszatérésével) című rövidfilmek.
Eközben Steven Lisberger animátor egy teljesen új koncepciót vázolt fel a stúdió számára: egy film, melyben egy programozó a virtuális valóságba kerül. A filmben vegyülne az élőszereplős és a számítógéppel animált látvány. Ebből az ötletből született a 17 millió dollárba kerülő Tron. A Disney-részvények 4%-ot emelkedtek, s bár a film csak közepesen teljesített a kasszáknál, Roger Ebert filmkritikus el volt ragadtatva tőle, és így rövidesen kultuszfilmmé vált. A Tron hatása a számítógépes animáció történetében hosszú távon mutatkozott meg.
1984-ben Saul Steinberg indítványozta a Disney-cég feldarabolását. A vállalat elnöke, Roy E. Disney (aki 1977-ben került a cég élére) lemondott az igazgatótanácsbeli posztjáról, hogy ezzel lökést adhasson a stúdiónak. A vállalat végül úgy menekült meg a feldarabolástól, hogy 50%-nál magasabb részesedést szerzett meg Steinberg elől, azonban ezt követően az igazgató, Ron W. Miller lemondott, átadva a helyét Michael Eisnernek. Roy E. Disney visszatért az igazgatótanácsba mint alelnök, s megkérte Eisnert, hadd vezethesse az animációs részleget, ami később a The Black Cauldron bukása után bizonytalanná vált. A stúdió következő filmje, a The Great Mouse Detective már jobban teljesített, köszönhetően az eleve alacsonyabb költségvetésnek, viszont az ex-Disney-s Don Bluth An American Tailje, amiben szintén egerek szerepeltek, elhalványította a Disney sikereit. 1988-ban a stúdió összefogott Steven Spielberggel és Robert Zemeckisszel, s így elkészült a Roger nyúl a pácban, egy élőszereplős/animációs detektív-vígjáték, ami az amerikai animációs aranykor előtt rója le tiszteletét. A Disney-figurák együtt szerepelnek a Warner Brothers, a Metro-Goldwyn-Mayer, a Universal Pictures és más rivális stúdiók rajzfilmsztárjaival, mindezt először a történelemben. A film óriási kasszasiker lett, négy Oscar-díjat nyert és ismét divatossá tette a moziban vetített rajzfilmeket. Több idős legenda, mint Chuck Jones vagy Friz Freleng évtizedekig tartó ignoráltság után újra a reflektorfénybe került. A klasszikus Disney-mozik és rövidfilmek megjelenése videón, és a Disney Channel 1983-as indulása új generációkkal ismertette meg a stúdió munkásságát.
A Roger nyúl után az első Disney-projekt az 1988-as, nagy sikerű Olivér és társai volt, majd az 1989-es Andersen-adaptáció, a Kis hableány következett, aminek a betétdalait olyan Broadway szerzők írták, mint Alan Menken és Howard Ashman. A Kis hableány váratlanul nagy port kavart, két Oscart nyert a zenéjéért, és a Disney reneszánszának első hírnökévé vált. A stúdió rengeteg pénzt invesztált a számítógépes animációba, amit a hagyományos technikával vegyítettek. Az új technológia a Mentőcsapat a kenguruk földjén-ben debütált, de ez a film csak 27 millió dollárt hozott, kevesebbet, mint az 1977-es első rész.

A Chip és Dale – A Csipet Csapat logója

A Disney sikerszériája olyan darabokkal folytatódott, mint a Szépség és a szörnyeteg és az Aladdin, amelyek nagyszerű kritikákat kaptak, begyűjtöttek több Oscart és kasszasikerek lettek. A Szépség és a szörnyeteg emellett az első egész estés rajzfilm volt, ami Golden Globe-ot nyert a „legjobb musical vagy vígjáték” kategóriájában, s a legjobb filmnek járó Oscarra jelölték (a következő ilyen film a 2009-es Fel! ). 1993-ban került a mozikba a Karácsonyi lidércnyomás, az első egész estés stop-motion animációs film. A sikersorozat csúcsát 1994-ben érte el az Oroszlánkirállyal, ami a stúdió legmerészebb álmait is felülmúlva 328 millió dollárt hozott, s mind a mai napig Amerika 18. legsikeresebb filmjeként jegyzik. A következő Disney filmek, mint a Pocahontas, a Notre Dame-i toronyőr, a Herkules, a Mulan és a Tarzan szintén sikeresek voltak, jóllehet az Oroszlánkirállyal nem tudtak versenyezni.
1994-ben Frank Wells halálával és Jeffrey Katzenberg távozásával (hogy megalapítsa a DreamWorksöt) a vállalat teljes vezetése Michael Eisner kezébe került. A Disney szép lassan zuhanni kezdett. A század végére olyan filmek, mint az Atlantisz: az elveszett birodalom, a Kincses bolygó vagy a Legelő hősei már messze nem hozták a kilencvenes évekbeli alkotások sikerét. Ez alól a Lilo és Stich és az Eszeveszett birodalom kivétel. Ugyanekkor a Toy Story, az első teljesen számítógéppel készült animációs film új irányvonalat alkotott. A Pixar-filmek (és más stúdióké, mint a DreamWorks Shrek-je, amely Katzenberg egyfajta visszavágása volt a Disney-nek) arra sarkallták a Disney stúdiót, hogy a számítógépes animáció nyomvonalát kövesse. A Legelő hősei után a Disney leállt a hagyományos, 2D-s rajzfilmek készítésével, és 2005-től olyan 3D-s filmek következtek, mint a Csodacsibe. A vezetés és az animációs részleg között kipattant vita egyik sarokpontja az volt, mikor Roy E. Disney lemondott pozíciójáról 2003-ban, s a céget „kapzsinak és lelketlennek” titulálta, ami csak „a könnyű nyereség felé tart”. Roy indította el a Save Disney.com-ot (=„mentsük meg a Disney-t”), hogy ezzel is elhatárolódhasson Eisnertől, aki 2005-ben lemondott. Eisnert Robert Iger váltotta, akinek első teendője Oswald a nyúl jogainak visszavásárlása volt (Oswald volt Walt Disney egyik első figurája). A Disney 2006-ban felvásárolta a Pixart, s a cég elnöki székébe John Lasseter került, akinek tervei közt szerepelt, hogy visszahozza a 2D-s animációt. Az első, ismét hagyományos technikával készült rajzfilm a 2009-es A hercegnő és a béka.

#### Televíziós sorozatok és csak videón megjelenő folytatások
Harminc évnyi ellenállás után a televíziós háttérrel rendelkező Michael Eisner vezette Disney végül megadta magát a TV-nek. Az első TV-s rajzfilmek, amelyek a Disney név alatt jöttek ki, a The Wuzzles a CBS-n, és a Gumimacik az NBC-n. Mindkét sorozat 1985 őszén indult el. A média szabványait áthágva ezek a rajzfilmek nagyobb költségvetésű animációval és igényesebb történetekkel rendelkeztek. Míg a The Wuzzles csak egyetlen évadot ért meg, a Gumimacik sikeresen futott hat éven keresztül. 1987-ben a Disney tv-s divíziója elindította a Carl Barks képregényéből, a Dagobert McChip-ból adaptált sorozatát, a csatornafüggetlen Kacsameséket. A műsor sikere még egy mozifilmet is termelt Kacsamesék – Az elveszett lámpa kincse címmel. Ezzel vette kezdetét a Disney televíziós korszaka, azaz a The Disney Afternoon, egy kétórás, csatornafüggetlen műsor olyan sorozatokkal, mint a Chip és Dale – A Csipet Csapat, Balu kapitány kalandjai, a Darkwing Duck, a Dinka banda (Goofy és csapata), a Gézengúz hiúz és a Gargoyles. Több Disney mozihős kapott saját sorozatot, mint például Micimackó, a Kis hableány és Aladdin.
A DisneyToon Studios-t a nyolcvanas évek végén alapították Párizsban, kifejezetten a Kacsamesék film készítésére, ami a Disney-mozik hivatalos jegyzékében nem szerepel. Ez adta meg a döntő löketet az „apokrif” (csak videón megjelenő) Disney-filmeknek, amelyek általában folytatások voltak. Az első mű a sorban az 1994-ben kiadott Jafar visszatér, az Aladdin folytatása. Ebben a témában gyakran hivatkoztak Walt Disney híres mondására: „you can’t top pigs with pigs.” (ez azt jelenti, hogy maga Disney is készített folytatást egy klasszikus rajzfilmhez, nevezetesen az 1933-as Három kismalachoz).
A csak videón megjelenő folytatások sikeresek voltak, ezért a stúdió a rendkívül rossz kritikák ellenére is sorozatban gyártotta ezeket a filmeket; 2001-ben a Hamupipőke II 0%-os értékelést kapott a Rotten Tomatoes-on. A John Lasseter-korszakban a stúdió beszüntette a videós folytatások készítését.
A DisneyToon számos más „apokrif” Disney-filmet is készített, mint a Goofy: a Film vagy a Tigris színrelép. Ez utóbbi abból a szempontból különleges, hogy a zenéjét ismét a Sherman Brothers szerezte, akik az 1971-es Bedknobs and Broomsticks óta nem dolgoztak a stúdiónak.

### Don Bluth

A Madagaszkár (film) pingvinjei

Don Bluth cége kétszer is csődbe jutott, először a The Secret of NIMH bukásakor (ami az animátorok sztrájkjához vezetett), másodszor pedig 1983-ban, mikor a Cinematronics, hogy csökkentse veszteségeit 3 millió dollárt vont el Bluth-tól, míg ők a Dragon’s Lair című videójáték folytatásán dolgoztak. Ekkor Bluth Morris Sullivan üzletemberrel közös vállalkozásba vágta fejszéjét, ebből lett a Sullivan Bluth Studios, ami 1986-ban, Steven Spielberg segítségével elkészítette az An American Tailt. A film sikeres volt és 47 millió dollár bevételt hozott.
Készítése során a stúdió Írországba települt, hogy az ír adókedvezményekben részesülhessen. Bluth 1988-as The Land Before Time-ja még több bevételt, 48 millió dollárt hozott, s ennek köszönhetően 12 folytatást és egy tv-sorozatot érhetett meg. Az American Tail 1991-es, An American Tail: Fievel Goes West című folytatásának Spielberg Bluth nélkül volt producere. Hogy a kapcsolatukat megszilárdítsa, Bluth Spielberggel közösen készítette el 1989-ben az All Dogs Go to Heaven-t. A film veszte az volt, hogy egy napon kezdték vetíteni a Disney Kis hableányával. A videós forgalmazás valamivel kompenzálta a veszteségeket.
A kilencvenes évek eleje nehéz időszak volt a stúdió számára, filmjeik sorra megbuktak. Az 1992-es Rock-a-Doodle-t rossz kritikák és a közönség teljes ignoranciája fogadta; mindössze 11 milliót hozott a pénztáraknál, s emiatt a Sullivan Bluth csődbe jutott. A következő film, az 1994-es Thumbelina sem járt sokkal jobban, míg a szintén 1994-es A Troll in Central Park már alig került mozikba, és 23 millió dolláros költségvetéséből mindössze 71 ezret hozott vissza. Bluth és partnere, Gary Goldman kiszállt a The Pebble and the Penguin című 1995-ös projektből a forgalmazó Metro-Goldwyn-Mayerrel kapcsolatos nézeteltéréseik miatt. A film befejezetlen egyharmadát egy magyar stúdió készítette el.
A Sullivan Bluth Studios 1995-ben zárt be. Bluth és Goldman visszatért az Egyesült Államokba, hogy tárgyalóasztalhoz üljön a 20th Century Fox-szal egy lehetséges animációs divízió létrehozásának ügyében. A stúdió korábbi három rajzfilmje (a FernGully: The Last Rainforest, a Once Upon a Forest és az élőszereplős/animációs hibrid The Pagemaster) bukás volt. Az 1997-es Anasztázia, a hasonló című 1956-os Ingrid Bergman-film remake-je jobban szerepelt a pénztáraknál, mint Bluth bármelyik műve az All Dogs Go To Heaven óta, de a 2000-es Titan A.E. , a korábbi Bluth-rajzfilmektől teljesen különböző mozi megbukott. A Fox bezárta animációs divízióját, és minden egész estés rajzfilm-projektet a Blue Sky Studios-hoz küldött.

### A Warner Bros. rajzfilmek új generációja
Spielberg eközben a televíziós animáció felé fordult, s együttműködésbe kezdett a Warner Bros.-szal, ahol a rajzfilmes projekteket a hatvanas években felfüggesztették. Egy csapat Hanna-Barberás animátor (Tom Ruegger vezetésével) került ekkor a Warnerhez, s megalapították a Warner Bros. Animationt, hogy elkészítsék a Tiny Toon Adventures-t, egy sorozatot, ami a klasszikus Warner-Termite Terrace rajzfilmek előtt tiszteleg. A Tiny Toon Adventures hamar népszerűvé vált a gyerekek körében, így a Warner visszatért a rajzfilmiparba. A Tiny Toon után indult a Steven Spielberg bemutatja: Animánia, majd a Pinky and the Brain. Ezekre már az idősebb nézők is felfigyeltek. A Warner, immáron Spielberg nélkül készítette a Batman: The Animated Seriest. Ezt a szériát nagy ováció övezte animációja és felnőtteknek szóló tartalma miatt, s még egy egész estés filmet (Batman: Mask of the Phantasm) is készítettek hozzá. A négy új Warner-sorozat összesen 17 Emmy-díjat nyert.
Mikor a Disney sikerszériája beindulóban volt, a Warner is próbálkozott (Spielberg nélkül) az egész estés rajzfilmekkel. A stúdió szerencsétlenségére a filmjeik (a Cats Don’t Dance, a Quest for Camelot és a Szuper Haver) messze nem értek fel a Disney sikereihez (bár a Szuper Haver rendkívül jó kritikákat kapott, és hamar kultfilmmé vált), a 2001-es élőszereplős/animációs hibrid, az Ozmózis Jones Bill Murray szereplésével pedig egyenesen bukásnak bizonyult.
A továbbra is nagyon népszerű Looney Tunes figurák is visszatértek. Míg a régi rövidfilmeket és az azokból készült válogatásokat állandóan ismételték, a kilencvenes években végre új Looney Tunes-filmek is készültek. Látván az új Nike reklámok (ahol a kosárlabdás szupersztár Michael Jordan rajzfilmfigurákkal játszott) és a Disney sikerét a Roger nyúl a pácbannal, 1996-ban elkészült az élőszereplős/animációs hibrid, a Space Jam. A film vegyes kritikákat kapott, de közepesen jól teljesített a kasszáknál. A 2003-as, hasonló film, a Bolondos dallamok: Újra bevetésen már rosszul teljesített: a 80 milliós büdzsének mindössze a negyedét hozta vissza. Egyéb Looney Tunes projektek már más útvonalakon indultak el. Az eredeti rövidfilmektől eltérően a The Sylvester and Tweety Mysteries és a Bébi Bolondos Dallamok kifejezetten kisgyerekek számára készül, míg a Flúgos csapatban a figurák a távoli jövőbe kerültek.

### Bakshi visszatér
Ralph Bakshi, a forradalmi Fritz a macska és az 1978-as Gyűrűk ura rendezője visszatért a rajzfilmiparba a nyolcvanas évek közepén.1985-ben összeállt a fiatal, magyar származású, kanadai születésű animátorral, John Kricfalusival, és a legendás angol zenekarral, a Rolling Stones-szal hogy elkészítsen egy élőszereplős/animációs hibrid videóklipet a The Harlem Shuffle című számhoz, ami 1986 elején készült el. A film által összejött új stúdió, a Bakshi Animation következő projektje a rövid életű Mighty Mouse: The New Adventures volt. Bakshi több projekten is dolgozott, de legnagyobb műve, az 1992-es Cool World nem váltotta be a hozzá fűzött reményeket. 2005-ben Bakshi bejelentette, hogy egy új egész estés filmen dolgozik, a Last Days of Coney Island-en, amit ő maga finaniszíroz.

### Költségtakarékos animáció
Az amerikai animációs projektek számának növekedése annak tudható be, hogy valódi animációs munkálatokat olcsóbb, Dél- és délkelet-ázsiai cégekhez szervezték ki, így több fázisrajz készülhetett alacsonyabb költségekért. A történetek, a karakterek és a storyboard Amerikában készült, s ezeket később az animátoroknak küldték. Ennek az volt a hátulütője, hogy a munkálatokat nem tudták felügyelni a gyártók, s nem is látták az elkészült rajzokat egészen addig, míg azok vissza nem jutottak az államokba. Míg a költségvetés csökkent, a tengerentúli animációs cégek volt, hogy csak egy-egy epizódot, vagy csak egy-egy jelenetet készítettek attól függően, hogy a gyártó mennyi pénzt óhajtott a vállalkozásba invesztálni. Emiatt a sorozatok minősége epizódról epizódra változhatott. Ezt a problémát jól reprezentálja a Gargoyles és a Batman: The Animated Series, ahol a karakterek néha elütöttek szokásos kinézetüktől.

## Rajzfilmek felnőtteknek

### A Simpsons és a Fox
A kilencvenes években kezdődött a felnőtteknek szóló animáció újhulláma egy évtizednyi marginalizáltság után. 1987-ben, a The Tracey Ullman Show-ban debütált a A Simpson család című, Matt Groening által jegyzett rövidfilm, ami 1989-től sorozat formájában jelentkezett. A Frédi és Béni, avagy a két kőkorszaki szaki óta ez volt az első főműsoridős rajzfilmszéria. Bár a legelső epizódot 70%-ban újraalkották, ezzel három hónapot csúszva a premierrel, ezzel együtt is a Simpsons lett a Fox network első nagy sikersorozata. A műsor hamar beépült a köztudatba többek közt azért, mert szatirikusan ábrázolta az amerikai kultúrát, életvitelt, társadalmat és családmodellt. A sorozat rengeteg kitüntetést kapott: 24 Emmy-t, 26 Annie-t és egy Peabody-díjat. A Time 1999. december 31-én a huszadik század legjobb tévésorozatának választotta. A sorozatból 2007-ben mozifilm készült, ami világszerte félmilliárd dollárt hozott. 2009. február 29-én a Fox további két évadot rendelt a sorozatból, s így továbbra is ez minden idők legtovább futó főműsoridős szériája. 2009 szeptember 27-én, a 21. évad indulásakor megdőlt a Gunsmoke húszévados rekordja.
A sikeren felbuzdulva a Fox más felnőtteknek szóló rajzfilmsorozatot is sugározni kezdett, többek közt a King of the Hillt (készítette Mike Judge, Beavis és Butt-head szülőatyja), a Futuramát (szintén Groening), a Family Guyt (Seth MacFarlane-től), az American Dad!-et és a A Cleveland-showt (szintén MacFarlane-től). A King of the Hill 13 éven keresztül futott sikeresen. A Futuramát és a Family Guyt törölték, de a DVD-kiadás sikere után ismét műsorra kerültek.

### Ren és Stimpy
1991-ben indult a Nickelodeonon a Ren és Stimpy Show. A műsor a szombat reggeli rajzfilmek összes íratlan szabályát megszegte, s leginkább az aranykor animációjának nyomvonalát követte. A műsor szülőatyja, John Kricfalusi, Ralph Bakshi „tanítványa” főleg a klasszikus Bob Clampett-rajzfilmekből merítkezett. Bár a sorozat népszerű volt, botrányok övezték: a határidőket nem tartották és állandó cenzúrázásnak volt kitéve a Nickelodeon részéről, akik kirúgták Kricfalusit 1992-ben. A show-t ezután a Games Animation készítette 1996-ig. 2003-tól a TNN-en ismét felbukkant Ren és Stimpy, ezúttal Kricfalusi több szabadságot kapott, azonban ekkor csak 10 epizód készült.

### Spike és Mike
A mainstream rajzfilm-kultúrával egyidőben a kilencvenes években kezdődött a kísérleti, experimentális animációs mozgalmak időszaka. 1989-ben Craig „Spike” Decker és Mike Gribble (ismertebb nevükön Spike és Mike) elindított egy rövidfilmes fesztivált San Diegóban Classic Festival of Animation címmel.
A válogatott művek legtöbbje Oscarra jelölt rövidfilm volt többek között a California Institute of the Arts-tól, és különböző kísérleti munkák a National Film Board of Canadától. Az első fesztiválokon jelentek meg John Lasseter, Nick Park, Mike Judge és Craig McCracken korai alkotásai. Judge Frog Baseball című filmjében tűnt fell először a híres Beavis és Butt-head páros, míg McCracken The Woopass Girls in A Sticky Situation-jében a három szuperhős kislány, akik később Pindúr-pandúrok néven lettek híresek.
A fesztivál neve ekkor már Spike and Mike’s Sick and Twisted Festival of Animation volt, s óriási lökést adott a felnőtteknek szóló rajzfilmeknek.

### Adult Swim
1994-ben a Cartoon Networkön új sorozat indult Space Ghost: Coast to Coast címmel. Ebben a műsorban híres sztárokat interjúvoltak meg, emellett pedig feltűntek animációk az eredeti Space Ghost rajzfilmből. A sorozat kinyította az (ekkor már a Cartoon Network tulajdonában lévő) Hanna-Barbera Productions kincsestárát új tendenciát nyitva meg ezzel. A Sealab 2021, a rövid életű hetvenes évekbeli Sealab 2020 című sorozat karaktereivel operált. A Harvey Birdman, Attorney at Law-ban pedig egy másik klasszikus Hanna-Barbera figura jelent meg. Birdman eredetileg a Birdman and the Galaxy Trio sztárja volt, ebben a sorozatban ügyvéd lett. A műsor többi szereplője is klasszikus Hanna-Barbera karakter volt.
Ezzel egyidőben az amerikai közönség (főleg a Csendes-óceán partvidékén élők) érdeklődni kezdtek a japán rajzfilmek, az animék iránt. Az anime a videoipar és a tinédzserek illetve a középiskolások sztárjává vált, miután többet szinkronizáltak, vagy feliratoztak angolul. Bár kezdetben csak korlátozott számú anime-film került a boltok polcaira, később a tendencia javult. Mivel az animációt a japán kultúrában máshogy közelítették meg, az animék újdonságként hatottak Amerikában.
Napjainkban az Adult Swim, a Cartoon Network főműsoridő után kezdődő blokkja felnőtteknek szóló rajzfilmsorozatokat sugároz. A rovat először csak vasárnap éjjelente jelentkezett, 2007. július 6-a óta már minden nap hajnali ötig vetítik. Az Adult Swim saját sorozatai: The Brak Show, Aqua Teen Hunger Force, Sealab 2021, Harvey Birdman: Attorney at Law, The Venture Bros., Perfect Hair Forever, Stroker and Hoop, Tom Goes to Mayor, Robot Chicken, és Metalocalypse. A humoros rajzfilmek mellett az Adult Swimben időről időre népszerű animék is jelentkeznek, mint a Cowboy Bebop, a Ghost in the Shell, az Eureka Seven, a Full Metal Alchemist Brotherhood, a Bleach és az InuYasha.

### Egyéb felnőtt rajzfilmek
Egyéb tv-csatornák is érdeklődtek a felnőtteknek szóló rajzfilmek felé. Az MTV számos, fiatalfelnőttnek szóló, sikeres sorozatot készített, többek között a Liquid Televisiont, az Æon Fluxot, a Beavis and Butt-headet (és annak spin-offját, a Dariát), és a Celebrity Deathmatch-et (az 1994-es The Brothers Grunt nem lett sikeres). Az USA Networkön futó Duckman, Jason Alexander hangjával hamar kultusszá vált. Egy másik sikeres, felnőtteknek szóló rajzfilmsorozat a South Park, ami az 1995-ös The Spirit of Christmas-el kezdődött, és a mai napig vetítik a Comedy Centralon. Mint a Simpson család esetében, a Beavis és Butthead és a South Park is kitermelt egy-egy mozifilmet, a Beavis és Butt-head lenyomja Amerikát és a South Park: Nagyobb, hosszabb és vágatlan személyében.

## Csatornafüggetlen animáció
Az Egyesült Államok televíziós rendszere oly módon működik, hogy a legnagyobb kereskedelmi TV-k kisebb, helyi adóknak adják el saját tulajdonukat képező filmsorozataikat. Amennyiben a sorozatok nem kerülnek a nagy adókhoz, s egyből egy kisebb csatornán kezdenek futni, csatornafüggetlen műsorszámokról beszélhetünk.[forrás?] A nyolcvanas években számos csatornafüggetlen rajzfilmsorozat indult el, többek között a He-Man and the Masters of the Universe, a Rambo: The Force of Freedom, a ThunderCats, a Dennis the Menace, a My Little Pony, a The Transformers, a G.I. Joe: A Real American Hero, Gógyi felügyelő, vagy a Voltron, s elindult a régi Scooby-Doo, a Garfield és Barátai, a Rózsaszín párduc és egyéb sorozatok ismétlése.
Az első csatornafüggetlen Disney-sorozat a Kacsamesék volt, majd ezt követte a Csipet-csapat.[forrás?]

## A szombat reggeli műsorsáv vége

### Hanna-Barberától a Cartoon Networkig

Foster's: egy modern Cartoon Networkös rajzfilmsorozat

A nyolcvanas évek végén a szombat reggeli műsorsáv sikere megtört. A Hanna-Barbera Productions-t problémák gyötörték: más stúdiók műsorai rendre legyőzték nézettségben, s mikor az NBC megszüntette a Hupikék törpikék -et 1990-ben, a stúdiónak nem maradt más bejáratott címe. Végül a klasszikus karakterek visszahozása mellett döntöttek mint Frédi és Béni vagy Scooby-Doo; az 1990-es Jetsons: The Movie húsz milliót hozott a cégnek. 1987-ben a Great American Insurance Company tulajdonosa, Carl Lindner Jr. vette meg a H-B részvényeinek döntő többségét, míg 1989-ben Tom Ruegger vezetésével egy sor animátor hagyta el a vállalatot, hogy megalapítsák a Warner Bros. Animationt. A Great American kiszállt az üzletből és eladta a H-B-t a Turner Broadcasting Systemnek 1991-ben, akik így megszerezték a teljes archívumot, és 1992-től sugározni kezdték a Cartoon Networkön. Legelőször bezárásra ítélték a stúdiót, de a Fred Seibert vezette Hanna-Barbera új csapata (Seth MacFarlane, Butch Hartman és Genndy Tartakovsky) új, rendkívül sikeres sorozatokat indított, mint például a Dexter laboratóriuma, a Johnny Bravo, a Boci és Pipi, az Én vagyok Menyus, a Pindúr pandúrok vagy a Bátor, a gyáva kutya. Ezek a műsorok egyszerre szólították meg a felnőtt és a gyermek közönséget popkulturális utalásaikkal és szexuális kikacsintgatásaikkal. A Cartoon Network később a régi Hanna-Barbera-rajzfilmeket a Boomerang csatornára küldte.
A Time Warner megvásárolta a Turnert 1996-ban, s így a H-B rajzfilmek jogait is. Ez idő tájt hagyta el a céget Fred Seibert, hogy megalapítsa saját stúdióját, a Frederator Studios-t. 1998-ban a H-B beköltözött a Warner Bros. Animation épületébe, és William Hanna 2001-es halálával a Hanna-Barbera cégnév többé nem létezett. Ezután minden animációs munkálat a Cartoon Network Studios-nál készült.

### A kábeltévé korszaka
A kilencvenes évek elejére a három nagy TV-adó (az ABC, az NBC és a CBS) már nem voltak monopolhelyzetben. A fiatalabb Fox Network televízió elindította a Fox Kids-et, ami minden hétköznapon és szombaton sugárzott. A The WB is a Fox nyomvonalát követte a Kids’ WB-vel 1995-től. Olyan kábeltelevíziós csatornák, mint a Nickelodeon, a Disney Channel és a Cartoon Network is sikeresen vették fel a harcot a nagy tv-társaságokkal. A videójátékok és a videókazetták szintén segítették a piac változását. A klasszikus sugárzás ezzel véget ért. Az NBC sikert aratott az élőszereplős Saved By The Bellel, s így az animációs projekteket törölték, és ezután csak az élőszereplős tiniműsorokra koncentráltak a Teen NBC blokkban. Az ABC-t 1995-ben felvásárolta a Disney, s a szombat reggeli műsorsávba Disney-rajzfilmeket tett, és a blokkot One Saturday Morningra keresztelték. A CBS a Muppet Babies, a Tini Nindzsa Teknőcök és a Garfield és barátai után egyszerűen nem vágott bele új animációs projektekbe. Amikor a céget felvásárolta a Viacom, akik egyben a Nickelodeon tulajdonosai is voltak, a CBS-en megjelent a Nick Jr. blokk, ami az akkor már negyven éve futó The Early Show szombat reggeli kiadása lett.
A Gyermekek Televíziójáért folyó mozgalom munkásságának köszönhetően 1990-ben törvénybe iktatták, hogy minden csatornán heti három órában, mindenképpen olyan műsoridőben, mikor a gyerekek ébren vannak tanítójellegű műsorok fussanak. Mivel ezt a három órát nem határozták meg, a csatornák a szombat reggeli műsorsávot választották. Emiatt szinte minden műsor tartalmazott bizonyos mértékű tanító-nevelő tartalmat is. A Fox és a The WB hétköznapokon rövid, 1 órás gyermekblokkokat indított, ám ezek mára eltűntek (a PBS csatornától eltérően, ahol még 2010-ben is futnak). Ez a szabályozás a kábelcsatornákra nem vonatkozott. Emellett néhány játékokon alapuló sorozat is készült a kilencvenes években, mint a Power Rangers és a Pokémon.
A legnagyobb tv-társaságok műsoraira kevés figyelem irányult, ellenben a Nickelodeon virágkorát élte olyan műsorokkal, mint a Doug, a Fecsegő Tipegők, a Ren és Stimpy Show, a Rocko Modern Élete, a Hé Arnold! , a Hódító Hódok, a MacsEb, a Spongyabob Kockanadrág vagy a The Fairly OddParents. Több műsorhoz mozifilm is készült. A Disney Channel kódolt kábelről normál kábelsugárzásra váltott az évtized végén és sok sikeres új sorozatot indított, mint a The Proud Family és a Kim Possible. Ugyanekkor indult el a Toon Disney csatorna, ami kifejezetten animációs filmeket sugárzott. A csatornát ma Disney XD-nek hívják.

## Feltűnik a számítógépes animáció

Dobby a Harry Potterből. A figura teljesen CGI-animációval készült

A számítógépes animáció hőskora a kilencvenes évek legeleje volt. Mind az animációs projektek, mint a vizuális effektusok robbanása ekkorra datálható. A Terminátor 2 és a Jurassic Park adta meg a kezdő löketet az animáció ezen új formájának, aminek hatása abban is jól lemérhető, hogy egy új Oscar-kategóriát termelt ki, a legjobb vizuális effektusoknak járó díjat. Miután az animáció és a speciális effektusok iparága évtizedeken keresztül elkülönült egymástól, olyan Oscar-nyertes filmek, mint az 1994-es Forrest Gump (ahol számítógépes technikával oldották meg, hogy Tom Hanks kezet rázhasson John F. Kennedy és Lyndon B. Johnson elnökökkel, illetve Gary Sinise amputált lábait) segítették a két médium közeledését. Az 1997-es, 11 Oscar-díjas Titanic szinte minden jelenetében tartalmaz számítógépes effekteket.
A műfaj első forradalmára ezúttal is a Disney cég volt. Az 1982-es Tron-ban az élőszereplős jelenetek vegyültek a CGI-animációval, majd feltalálták a CAPS-technológiát, hogy a számítógép a hagyományos animációt segíthesse (az első ilyen film a Mentőcsapat a kenguruk földjén volt). 1995-ben a Disney, összefogva a Pixarral forgalomba hozta a Toy Story-t, az első teljesen CGI-filmet. A mű sikere a rivális stúdiókat is arra ösztönözte, hogy saját CGI-projektekbe invesztáljanak.
A számítógépes animáció a televíziót is meghódította. A ReBoot című szombat reggeli sorozatot a Beast Wars, a War Planets és a Roughnecks követte. A kompjúteranimáció sorozatról sorozatra fejlődött.
Több élőszereplős tv-sorozat (mint a Babylon 5) is CGI-effekteket kezdett használni.

### Pixar
A CGI-verseny legnépszerűbb és legsikeresebb játékosa a Pixar stúdió. A Pixart a LucasFilm egy divíziójának alapították 1979-ben, majd eladták az Apple Computer-alapító Steve Jobs-nak 1986-ban George Lucas anyagi problémái miatt, amik a Howard a Kacsa bukásának voltak köszönhetőek. A cég alapvetően CGI-animációs technológiák kifejlesztésére alapult, de hamar nevet szereztek maguknak a CGI-rövidfilmek világában olyan műveknek köszönhetően, mint az Oscar-díjas Tin Toy. Mikor a vállalat büdzséje megcsappant, a tévéreklám bizniszbe invesztáltak, és egy szerződést kötöttek a Walt Disney Company-vel, hogy egész estés CGI-filmeket csináljanak neki. Az első film, a Toy Story óriási siker lett, s kikövezte az utat az Egy Bogár Élete és a Toy Story 2 előtt. A Disney a Pixar sikerein felbuzdulva elkészítette első, teljesen saját CGI-filmjét, a Dínót. A film vegyes fogadtatásban részesült, de pénzügyileg beváltotta a hozzáfűzött reményeket. A Pixar-sikersorozat olyan filmekkel folytatódott, mint a Szörny Rt., a Némó nyomában, a Hihetetlen család, a Verdák, a L’Ecsó, a WALL-E és a Fel!. Az összes film kitűnő kiritákat és díjak tucatjait gyűjtötte be (kasszasikerek is lettek), ezzel elhomályosítva a Disney saját projektjeit. A Michael Eisner vezette cég és a Pixar összezörrenései odáig vezettek, hogy a Pixar fontolóra vette egy esetleges új partner keresését. Eisner leköszönt 2005-ben, s a következő Disney-vezető, Robert Iger megvásárolta a Pixart 7.4 milliárd dollárért, ezzel Steve Jobs-ot a Disney legnagyobb részvényesévé téve. Az animációs divízió vezetője a Pixaros John Lasseter lett.

### Dreamworks
Miután Jeffrey Katzenberg elhagyta a Disney-t, Steven Spielberggel és David Geffennel összefogva megalapította a DreamWorks-öt, s természetesen az új stúdió érdekelt lett a rajzfilmiparban is. Bár az első film, a Z, a hangya nem szerepelt olyan sikeresen a kasszáknál, mint a Disney-Pixar-művek, de miután a vállalat összefogott a brit, stop-motion animációra szakosodott Aardman Animations-el zöldutat kaphatott a Csibefutam 2000-ben és az Oscar-díjas Wallace és Gromit: The Curse of the Were-Rabbit 2006-ban. A Dreamworks végre megtalálta számítását a 2001-es Shrekkel, egy gigászi kasszasikerrel, ami kenterbeverte a Disney szintén 2001 nyarán bemutatott filmjét, az Atlantiszt, s ezzel a Dreamworks lett a Disney legfőbb konkurenciája az egész estés animációs filmek terepén. A Dreamworks kasszasiker-sorozata folytatódott három Shrek-folytatással, a Madagaszkár szériával, a Túl a sövényennel, a Mézengúzzal, a Kung Fu Pandával, a Szörnyek az űrlények ellennel és az Így neveld a sárkányodattal.

### Független és egyéb stúdiók
A CGI-versenybe más stúdiók is beszálltak. Miután véget ért együttműködésük Don Bluth-szal, a 20th Century Fox forgalomba hozta a rendkívül sikeres Jégkorszakot 2002-ben, a Paramount Pictures a Jimmy Neutron: Boy Genius-t, a The Weinstein Company a Hoodwinked!-et, a Columbia pedig az Open Seasont. A Warner Brothers-nek 2006-ban Oscart hozott a Táncoló talpak, míg a Universal Studios, miután több kísérletet is tett a piacon, 2010-ben végül megtalálta a számítását a Despicable Me-vel.
A független animáció is invesztált az új, digitális technológiákba. Egy művész megfelelő technikai adottságokkal új stílusokat hozhat létre korábban elképzelhetetlen szabadsággal. A hagyományos animáció a rajzolással és a festéssel együtt pepecs munka volt, míg a digitális technológia új dimenziókat nyitott az animációban.
Mindezek ellenére a számítógépes animációs filmek továbbra is rajzfilmes stílusúak voltak karikatúra-szerű figurákkal. 2001-ben jelent meg a fotorealisztikus animációs film a Final Fantasy: The Spirits Within képében, ami ugyan közepesen jó kritikákat kapott, a kasszáknál nem bizonyított fényesen.
A CGI-effektek történelmének egy sarokpontjához érkeztünk, mikor George Lucas 2002-es filmjét, a Star Wars: a Klónok Támadását animációs filmnek titulálta, amiben hús-vér emberek szerepelnek. A családi filmek egyre növekvő számában jelentek meg teljesen kompjúteranimált karakterek a színészek mellett. Ilyen volt Jar-Jar Binks a Star Wars: Baljós Árnyakban, Gollum a Gyűrűk urában és a Hulk címszereplője. Míg a kompjúteranimált figurákat jobbára elfogadták a mozilátogatók, egyelőre nem láthattunk még olyan kísérletet, ahol teljesen animált filmben bukkantak fel digitalizált hús-vér színészek.

## A hagyományos animáció hanyatlása
A Disney célja, hogy valamit megőrizzen a tradicionális rajzfilmekből sikertelen volt; bár a Lilo és Stitch sikeres lett, a reményteli Kincses bolygó kolosszális bukása magával hozta az animációs részleg költségeinek megnyírását. A Disney veszteségei tovább nőttek, mikor a 2002-es legjobb animációs filmnek járó Oscar-díjat Hayao Miyazaki vihette haza a Chihiro Szellemországban -ért, ezzel a Disney második elvesztett Oscarját okozva.
2004-ben a Disney bejelentette, hogy az utolsó 2D-s rajzfilmjük a Legelő hősei. A film vegyes kritikákat kapott, és megbukott a kasszáknál. Ugyanebben az évben jelent meg a Sky Kapitány és a Holnap Világa. Ez a film teljes egészében bluebox előtt lett leforgatva, s a háttér végig CGI animáció, mindössze a színészek és néhány kellék valódi. Robert Zemeckis készítette a Polár Expresszt, amiben Tom Hanks öt szerepben is feltűnik, s a film teljes egészében CGI, de úgynevezett „performance capture”-t használ a karakteranimációkhoz. Zemeckis a Polár Expressz után két másik animációs projektbe vágott, a Beowulfba és a Disney’s A Christmas Carolba. Az A hercegnő és a béka és a The Secret of Kells (mindkét filmet Oscarra jelölték) valamelyest javított a tradicionális technológia renoméján. Ugyanebben az évben jelent meg a Coraline és Wes Andersontól a Fantastic Mr. Fox (szintén Oscar-jelölt), amelyek felélesztették a stop-motion iránti érdeklődést.

## Az internetes flash-rajzfilmek
A kilencvenes évek végén tűntek fel az első Flash-animációk Amerikában és másutt, az Interneten. Ezeket készíthetik akár Flash-programmal, akár bármilyen szoftverrel, ami képes .swf-fájlt létrehozni és módosítani. A Flash-animáció fogalma nem csak a fájlformátumra utal; ez egyben egy vizuális stílus neve is. Ma tucatnyi Flash-animált tv-sorozat létezik, ezer és ezer Flash-animált TV-reklám és díjnyertes internetes rövidfilmek, így elmondható, hogy napjainkban a Flash-animáció aranykorát éljük.
Néhány népszerű Flash-animált rajzfilm: Joe Cartoons, Weebl and Bob, Stickdeath.com, Happy Tree Friends , Homestar Runner, Brackenwood, Making Friends és Salad Fingers.

## Díjak

### Oscar
A legjobb animációs rövidfilm kategóriától eltérően az egész estés rajzfilmek leginkább musical-betétdalaikért kaptak Oscar-díjat. A Disney Szépség és a szörnyetegét a legjobb film aranyszobrára is jelölték öt másik kategóriával együtt (ebből kettőt kapott meg betétdalaiért), s ezzel ez a tendencia megváltozott. A 21. század elejére az animáció annyira elismert lett, hogy az akadémia kénytelen volt létrehozni egy Legjobb Egész estés Animációs Film nevű kategóriát is 2001-ben. Az első jelöltek a DreamWorks Shrekje, a Disney/Pixar Szörny Rt.-je és a Paramount/Nickelodeon Jimmy Neutronja. A szobrot a Shrek kapta. Ebben az évben a felnőtt-tematikájú Waking Life és a fotorealisztikus Final Fantasy nem kaptak jelölést. Hayao Miyazaki Chihiro-ja 2002-ben tarolt papírforma szerint, majd 2003-ban a Disney Némó nyomábanja utasított maga mögé olyan filmeket, mint a Belleville randevú és a Mackótestvér. Mindeddig a Pixar gyűjtötte be a legtöbb Oscart, de a DreamWorks és a Warner Brothers is nyert már.

### Annie Awards
Az Annie-díjat az International Animated Film Association adja át minden februárban a legjobb mozis és televíziós produkcióért. A díjat 1972-ben alapították, még mint életműdíjat. Az Annie 2008-ban Don Hertzfeldté lett az Everything Will Be OK című rövidfilmért, 2009-ben pedig a DreamWorks Kung Fu Pandája tarolt a Pixar WALL-E-ja ellenében.

## Fordítás
Ez a szócikk részben vagy egészben  a   Modern animation in the United States című angol Wikipédia-szócikk fordításán alapul.  Az eredeti cikk szerkesztőit annak laptörténete sorolja fel. Ez a jelzés csupán a megfogalmazás eredetét és a szerzői jogokat jelzi, nem szolgál a cikkben szereplő információk forrásmegjelöléseként.

## Link
- Annie Awards hivatalos oldal